# زینایدا سیمونیان
زینایدا استپانی سیمونیان (ارمنی: Զինաիդա Ստեփանի Սիմոնյան؛ انگلیسی: Zinaida Stepanovna Simonyan؛ ۲۰ مهٔ ۱۹۵۰ – ۲۴ مارس ۲۰۱۲) ورزش تیراندازی زن اهل ارمنستان بود. 

## زندگی‌نامه
وی در ۲۰ مهٔ ۱۹۵۰ در ایروان به دنیا آمد و در ۲۴ مارس ۲۰۱۲ در سن ۶۱ سالگی در ایروان درگذشت.

## جوایز
- Honored Master of Sports of the USSR (1975)